# Acquario (Arti e Mestieri)
Acquario è un album degli Arti e Mestieri, pubblicato dalla Nexus International (originariamente fu pubblicato dallo Studio Records, MS 1002 sempre nel 1983) nel 1983. Il disco fu registrato (in diretta contemporaneamente e senza sovraincisioni) il 17, 18, 19 e 20 gennaio 1983 al Dynamo Sound Studio di Torino, Italia.

## Tracce
Brani composti da Antonino Salerno, eccetto dove indicato
Lato A
1. Acquario – 6:20
2. Funghi – 6:05
3. Mescalito – 4:10
4. Tiroxina – 4:40

Lato B
1. Rama – 4:36 (Willy Fugazza)
2. Muscle – 3:50
3. Stagno e debiti – 2:00
4. Romantik bidone – 5:00
5. Bobinga – 2:02 (Furio Chirico)
6. Containers – 2:50

## Formazione
- Antonino Salerno - pianoforte elettrico Yamaha, pianoforte Fender Rhodes, pianoforte prophet's
- Luigi Tessarollo - chitarra gibson Les Paul, chitarra kaway jazz
- Guido Scategni - sassofono contralto, flauto traverso
- Siro Merlo - sassofono tenore, sassofono baritono, arrangiamenti strumenti a fiato (brani: Funghi, Tiroxina e Containers)
- Umberto Mari - basso fender precision, basso jazz band fretless
- Furio Chirico - batteria pearl, batteria rototoms e octobans

Musicisti aggiunti
- Willy Fugazza - chitarra (brano: Rama)[5]
- Flavio Boltro - tromba (brani: Funghi, Tiroxina e Containers)
- Mauro Brignolo - trombone (brani: Funghi, Tiroxina e Containers)